# Daniel Suhr
Daniel Suhr (Brooklyn, Nueva York; 21 de agosto de 1964 - Bajo Manhattan, 11 de septiembre de 2001) fue un bombero del Departamento de Bomberos de la Ciudad de Nueva York que murió en los primeros momentos de los atentados del 11 de septiembre de 2001, cuando una víctima cayó desde la Torre Sur y aterrizó sobre él. Fue el primer bombero que murió mientras respondía a los ataques a las Torres Gemelas.

Imagen captada por los medios en el momento posterior al accidente de Suhr, trasladado de urgencia por algunos de sus compañeros.

## Primeros años
Tanto su padre como su hermano eran bomberos de profesión, siendo Surh miembro de la Compañía de Motores 216. Creció en Brooklyn, donde fue capitán de los equipos de béisbol y fútbol del instituto James Madison. Su mujer y él empezaron a salir cuando estaban en la escuela primaria. Vivían en Rockaway Park, en Queens.

## Atentados del 11 de septiembre

### Muerte
Antes de que se derrumbaran las Torres Gemelas, numerosas personas fueron vistas saltando o cayendo desde los pisos superiores de las torres en llamas, casi todas desde la Torre Norte. Tres personas fueron vistas cayendo desde la Torre Sur, y una de esas víctimas chocó con Suhr cuando se dirigía a la torre, aplastándole el cráneo y matándole en el acto. La Comisión del 11-S escribió en su informe que "la primera víctima mortal del día del FDNY se produjo aproximadamente a las 9:30, cuando un civil cayó sobre un bombero y lo mató cerca de la intersección de las calles West y Liberty".